# Mohamed Morsi Hussein
Mohamed Morsi Hussein (El Cairo, Egipto, 8 de abril de 1939-Gobernación de Behera, Egipto, 28 de septiembre de 1965) fue un futbolista de Egipto que jugó en la posición de centrocampista.

## Carrera

### Club
| Periodo   | Club       |
| --------- | ---------- |
| 1956–1963 | Ismaily SC |
| 1963–1964 | Al-Ahly SC |
| 1964–1965 | Ismaily SC |

### Selección nacional
Jugó para Egipto en cinco ocasiones de 1960 a 1963 y anotó cuatro goles; participó en los Juegos Olímpicos de Roma 1960 y en la Copa Africana de Naciones 1963.

## Muerte
Hussein murió en un accidente de tráfico en la gobernación de Behera el 28 de septiembre de 1965 a los 26 años.